# 刘建 (刘不害之子)
刘建，西汉宗室，汉高祖劉邦玄孫，淮南厉王刘长曾孙，淮南王刘安孙，刘不害之子，刘迁侄子。
刘安有二子，长子刘不害即刘建之父，次子刘迁。刘迁是王后荼所生，故被立为淮南太子。刘不害是庶出，不得宠，刘安夫妇不视他为子，刘迁不视他为兄。刘建有才且负气，对叔父刘迁不视父亲为兄而怀恨。当时朝廷实行推恩令，诸侯都分封子弟为侯，刘安却不分封刘不害为侯。刘建秘密结交他人，意图告发刘迁使其身败名裂，以让父亲刘不害做淮南太子。刘迁闻讯，抓捕刘建并杖责。刘建知道刘迁谋害朝廷中尉，就在元朔六年（公元前123年）（一作元狩元年（公元前122年）十月）指使朋友寿春人庄芷上书汉武帝称“刘建才能高，荼、迁母子谋害刘建，又擅自抓捕无辜的刘不害，想杀。如今刘建在，可召问淮南不为人所知之事。”廷尉和河南郡奉诏审问刘建，刘建供出刘迁及其党羽。廷尉上报刘建供出刘迁。刘安害怕，想作乱又犹豫未决，最终自杀，荼、迁母子等参与刘安谋反的人都被族诛。与刘安同谋反的列侯、二千石、豪杰数千人都论罪伏诛。淮南国除。刘建后事不详。